# Laudate Dominum
Laudate Dominum jsou úvodní slova římskokatolického chvalozpěvu.  První dva verše odpovídají Žalmu 117 (hebrejské číslování).  V římskokatolické liturgii může být tento chvalozpěv zpíván po Eucharistické adoraci.

## Text
| latinský text | doslovný český překlad | obvyklý český překlad |
| --- | --- | --- |
| Laudate Dominum omnes gentes Laudate eum, omnes populi Quoniam confirmata est Super nos misericordia eius, Et veritas Domini manet in aeternum. Gloria Patri et Filio et Spiritui Sancto. Sicut erat in principio, et nunc, et semper. Et in saecula saeculorum. Amen. | Chvalte Pána všechny národy; chvalte ho všichni lidé. Neboť upevněno je nad námi milosrdenství jeho, a pravda Pána trvá na věky. Sláva Otci i Synu i Duchu Svatému, jako byla na počátku i nyní i vždycky, a z pokolení do pokolení. Amen. | Chvalte Hospodina všichni lidé; oslavujte jej všechny národy. Neboť mocně vládne nad námi jeho milosrdenství, a Hospodinova věrnost trvá na věky. Sláva Otci i Synu i Duchu Svatému, jako byla na počátku i nyní i vždycky, a na věky věků. Amen. |

V obvyklém českém překladu je zajímavé zejména prohození prvních dvou veršů, které má samozřejmě rytmické důvody. V doslovném překladu je zde záměrně Dominus překládáno Pán, což kromě Otce zahrnuje i Syna. Nejvýznamnější rozdíl je v druhé části, kde je v obvyklém překladu pravda nahrazena věrností.
Pravděpodobně nejslavnější hudební verzi zkomponoval Wolfgang Amadeus Mozart. Sólo v ní zpívá soprán za doprovodu sboru. Jedná se o pátou z šesti částí rozsáhlejšího díla známého jako Vesperae solennes de confessore (K.339).